# Ardwick A.F.C. mùa bóng 1890-91
Mùa giải 1890–91 là mùa bóng đầu tiên của Ardwick A.F.C. thi đấu trong một giải đấu bóng đá quốc gia, đã có những năm đầu tiên của họ thi đấu trận giao hữu với các câu lạc bộ địa phương, cũng như sự tham gia gần đây ở Cúp Manchester. Câu lạc bộ đã tham dự Cúp FA vào Tháng 10 năm 1890, họ đã thắng trận đấu đầu tiên, nhưng thua trong trận đấu tiếp theo. Họ đã thắng đậm 12–0 trước Liverpool Stanley.

## Trang phục
|  |

## Cúp FA
| Ngày                 | Vòng        | Đối thủ           | Địa điểm  | Kết quả F – A | Người ghi bàn                                                             | Khán giả |
| -------------------- | ----------- | ----------------- | --------- | ------------- | ------------------------------------------------------------------------- | -------- |
| 4 tháng 10 năm 1890  | Vòng loại 1 | Liverpool Stanley | Hyde Road | 12 – 0        | Weir (3), McWhinnie (2), Hodgetts (2), Campbell (2), Rushton (2), Whittle | 4,000    |
| 22 tháng 10 năm 1890 | Vòng loại 2 | Halliwell         |           | Scratched     |                                                                           |          |

## Thống kê đội hình

### Đội hình
Chỉ xuất hiện cho các trận đấu cạnh tranh
| Vị trí | Tên             | Cúp FA      | Cúp FA       |
| Vị trí | Tên             | Số trận đấu | Số bàn thắng |
| ------ | --------------- | ----------- | ------------ |
| GK     | William Douglas | 1           | 0            |
| FW     | David Weir      | 1           | 3            |
| --     | Campbell        | 1           | 2            |
| --     | Haydock         | 1           | 0            |
| --     | Hodgetts        | 1           | 2            |
| --     | McWhinnie       | 1           | 2            |
| --     | John Milne      | 1           | 0            |
| --     | David Robson    | 1           | 0            |
| --     | Rushton         | 1           | 2            |
| --     | Simon           | 1           | 0            |
| --     | Danny Whittle   | 1           | 1            |

### Vua phá lưới

#### Cúp FA
| Tên           | Số bàn thắng |
| ------------- | ------------ |
| David Weir    | 3            |
| Campbell      | 2            |
| Hodgetts      | 2            |
| McWhinnie     | 2            |
| Rushton       | 2            |
| Danny Whittle | 1            |